# Carmen Narváez
Carmen Narváez (ur. 14 lutego 1972) – kolumbijska zapaśniczka w stylu wolnym. Wicemistrzyni igrzysk boliwaryjskich w 2005. Czwarta w mistrzostwach panamerykańskich w 2000 roku.